# Akwarydy
Akwarydy – trzy roje meteorów związane z kometą Halleya (m.in. Eta Akwarydy widoczne między 24 IV a 20 V). Radiant roju znajduje się w konstelacji Wodnika. Pozostałe dwa roje można obserwować pomiędzy 24 VII a 6 VIII, maksimum przypada w 28 VII.